# Campionato portoghese di hockey su pista femminile
Il campionato portoghese di hockey su pista femminile è l'insieme dei tornei istituiti ed organizzati dalla Federazione di pattinaggio del Portogallo.
Dalla stagione 1991-92 esiste in Portogallo un campionato di massima divisione femminile; attualmente è denominato 1ª Divisão Feminina.
I vincitori di tale torneo si fregiano del titolo di campioni di Portogallo. La squadra che vanta il maggior numero di campionati vinti è il SL Benfica  con 6 titoli.

## Statistiche

### Albo d'oro
| Edizione | Vincitore           | 2º posto          | 3º posto          | 4º posto          |
| -------- | ------------------- | ----------------- | ----------------- | ----------------- |
| 2018–19  | SL Benfica          | Stuart Massamá    | CH Carvalhos      | AA Coimbra        |
| 2017–18  | SL Benfica          | CH Carvalhos      | AA Coimbra        | Stuart Massamá    |
| 2016–17  | SL Benfica          | Stuart Massamá    | HC Turquel        | CH Carvalhos      |
| 2015–16  | SL Benfica          | HC Turquel        | AA Coimbra        | CH Carvalhos      |
| 2014–15  | SL Benfica          | AA Coimbra        | HC Turquel        | CH Carvalhos      |
| 2013–14  | SL Benfica          | Stuart HC Massamá | FC Alverca        | HC Turquel        |
| 2012–13  | SL Benfica          | HC Turquel        | GDR "Os Lobinhos" | AD Sanjoanense    |
| 2011-12  | HC Turquel          | GDR "Os Lobinhos" | ACR Gulpilhares   | ADC Vila do Bispo |
| 2010-11  | GDR "Os Lobinhos"   | CD Boliqueime     | HC Turquel        | AD Sanjoanense    |
| 2009-10  | Fundação Nortecoope | GDR "Os Lobinhos" | HC Turquel        | UDC Nafarros      |
| 2008-09  | Fundação Nortecoope | CD Boliqueime     | HC Mealhada       | CD Nortecoope     |
| 2007-08  | Fundação Nortecoope | HC Mealhada       | CD Nortecoope     | CH Carvalhos      |
| 2006-07  | Fundação Nortecoope | A Alcobacense     | HC Mealhada       | CD Nortecoope     |
| 2005-06  | Fundação Nortecoope |                   |                   |                   |
| 2004-05  | CD Nortecoope       |                   |                   |                   |
| 2003-04  | CD Nortecoope       |                   |                   |                   |
| 2002-03  | CD Nortecoope       |                   |                   |                   |
| 2001-02  | CD Nortecoope       |                   |                   |                   |
| 2000-01  | CD Nortecoope       |                   |                   |                   |
| 1999-00  | HC Sintra           |                   |                   |                   |
| 1998-99  | CH Carvalhos        |                   |                   |                   |
| 1997-98  | AA Amadora          |                   |                   |                   |
| 1996-97  | CH Carvalhos        |                   |                   |                   |
| 1995-96  | AA Amadora          |                   |                   |                   |
| 1994-95  | CSP Alfena          |                   |                   |                   |
| 1993-94  | AD Oeiras           |                   |                   |                   |
| 1992-93  | VB Bispo            |                   |                   |                   |
| 1991-92  | CSP Alfena          |                   |                   |                   |

### Riepilogo vittorie per squadra
| Club                | Numero |
| ------------------- | ------ |
| SL Benfica          | 7      |
| Fundação Nortecoope | 5      |
| CD Nortecoope       | 5      |
| CH Carvalhos        | 2      |
| AA Amadora          | 2      |
| CSP Alfena          | 2      |
| GDR "Os Lobinhos"   | 1      |
| HC Turquel          | 1      |
| VB Bispo            | 1      |
| AD Oeiras           | 1      |
| HC Sintra           | 1      |
| TOTAL               | 28     |